# Lasioglossum brevizona
Lasioglossum brevizona là một loài Hymenoptera trong họ Halictidae. Loài này được Benoist mô tả khoa học năm 1962.